# Komatsu LAV
Komatsu LAV (jap. 軽装甲機動車, kei-sōkō-kidōsha) – japoński wojskowy pojazd opancerzony produkowany przez firmę Komatsu.

## Historia konstrukcji
Komatsu LAV został opracowany w roku 1997, w celu zaspokojenia zapotrzebowania Japońskich Lądowych Sił Samoobrony na nowy kołowy pojazd opancerzony. Dotychczas użytkowane pojazdy Toyota High Mobility i Mitsubishi Type 73 Light Truck nie zapewniały wystarczającej ochrony przed ostrzałem z broni ręcznej. Pierwsze 400 pojazdów wprowadzono do służby w JGSDF w marcu 2005 roku. W lutym 2019 roku firma Komatsu ogłosiła, że nie będzie już opracowywać nowych modeli pojazdu LAV, tłumacząc się wysokimi kosztami opracowania nowego modelu i niskim zwrotem z inwestycji. 

## Opis konstrukcji
Napęd Komatsu LAV stanowi chłodzony cieczą, czterosuwowy silnik wysokoprężny o mocy 160 KM. Pojazd może osiągać prędkość maksymalną wynoszącą 100 km/h. Wszystkie opony wyposażone są we wkłady typu run-flat, umożliwiające jazdę z przebitymi oponami. Niski promień skrętu umożliwia pojazdowi pokonywanie wąskich przejazdów. LAV może być uzbrojony w karabin maszynowy Sumitomo M249 LMG lub Sumitomo M2HB kal. 12,7 mm. Opcjonalnie pojazd posiada możliwość zamontowania wyrzutni PPK. Dodatkowo LAV posiada wyrzutnie granatów dymnych.